# North Curl Curl
North Curl Curl ist ein Vorort von Sydney im australischen Bundesstaat New South Wales. Er gehört zum Warringah Council im Norden von Sydney und liegt im Gebiet der Northern Beaches. 2021 gaben 4288 Personen an, im Vorort zu leben.

## Geographie

### Vorort
North Curl Curl grenzt im Norden an Dee Why, im Süden an Curl Curl und im Westen an Brookvale und North Manly. Im Osten liegt der Pazifik. Die Curl Curl Lagoon und der Greendale Creek trennen den Ort von Curl Curl. North Curl Curl und Curl Curl haben unterschiedliche Postleitzahlen, deshalb werden sie als separate Vororte betrachtet.
North Curl Curl besitzt eine Küste von etwa 900 Metern Länge, die zum größten Teil aus Klippen und Felsen besteht. Nur ein sehr kleiner Teil der Küste ist ein Strand.

### North Curl Curl Rockpool
Auf den südlichen Felsen liegt der North Curl Curl Rockpool, ein in Felsen gehauenes, 25 mal 25 Meter großes Schwimmbecken. In diesem Rockpool erhebt sich etwa mittig ein flacher Felsen aus dem Wasser, was einzigartig ist. Der Rockpool ist nur bei Ebbe über den Strand zugänglich; bei Flut kann man ihn nur über einen Weg über das Headland erreichen. Wegen des erschwerten Zugangs wird der Rockpool nicht vom zuständigen Council gereinigt. Er war nach den Junistürmen im Jahre 2016 für einige Wochen gesperrt, weil die Wellen einen Felsen in der Größe eines Minibuses verschoben hatten. Dieser lag eigentlich am Rand des Beckens. Wegen der Rotation war dieser schwer zu entfernen. Es wurde über den Einsatz von Sprengstoff nachgedacht.

## Geschichte und Etymologie

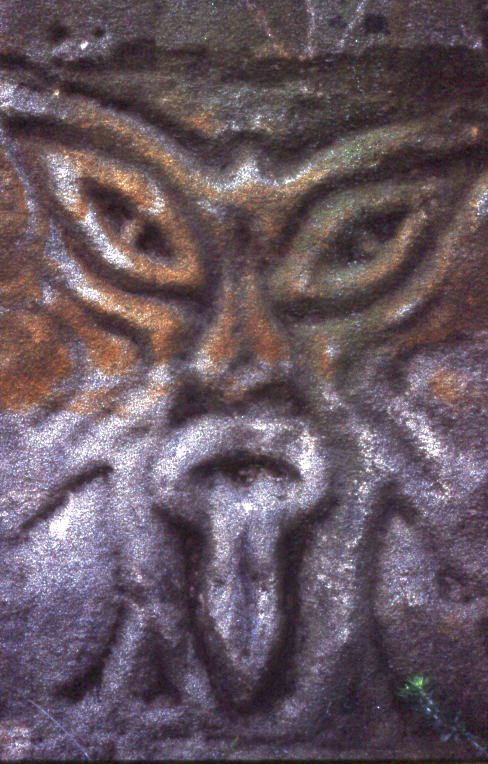
Gravur im Gestein am Curl Curl Beach

Die Sayce Familie zählt zu den frühsten Besiedlern des Gebietes. 1890 ließ sie sich an der Abbot Road, wo heute das Jugendzentrum liegt, nieder. 1921 wurde ein Junge durch starke Regenfällen aus der Curl Curl Lagoon ins Meer gespült. Daraufhin beschloss die Bevölkerung einen Surf Club ins Leben zu rufen.
Curl Curl könnte sich aus dem Begriff „curial curial“ der Dharug entwickelt haben, das übersetzt Fluss des Lebens bedeutet.
Mit Curl Curl Lagoon war früher die in Queenscliff ins Meer mündende Manly Lagoon gemeint. Auf die heutige Curl Curl Lagoon wurde mit Harbord Lagoon verwiesen, was auf den damals um einiges größeren Vorort Harbord, heute Freshwater, zurückzuführen ist.

## Bevölkerung
North Curl Curl zählte während der Volkszählung im Jahre 2021 4288 Einwohner. Davon waren 50,3 % männlich und 49,7 % weiblich. 26 (0,6 %) Einwohner sind Aborigines und Torres-Strait-Insulaner. Das durchschnittliche Alter von 40 Jahren liegt etwas über dem australischen Durchschnitt von 38 Jahren. 3060 Einwohner (71,4 %) wurden in Australien geboren. Außerdem wurden 8,6 % in England, 1,5 % in den Vereinigten Staaten von Amerika, 1,4 % in Neuseeland, 1,0 % in Südafrika und 0,8 % in Italien geboren.
In North Curl Curl lebten 1127 Familien. Pro Haushalt gab es durchschnittlich 3,2 Personen, die zusammen pro Woche einen Median von 700 AU$ Miete zahlten.

## Bildung
In North Curl Curl gibt es zwei öffentliche Schulen, die Curl Curl North Public School und den Manly Selective Campus. Außerdem gibt es die private St. Luke's Grammar School.

## Persönlichkeiten
- Calem Nieuwenhof (* 2001), Fußballspieler